# Янік Брехер
Янік Брехер (нім. Yanick Brecher, нар. 25 травня 1993, Цюрих, Швейцарія) — швейцарський футболіст, воротар клубу «Цюрих».

## Ігрова кар'єра

### Клубна
Янік Брехер починав грати у футбол на аматорському рівні. У 2006 році він приєднався до футбольної академії клубу «Цюрих». Перш ніж потрапити до основи воротар пройшов через молодіжні клубні команди.
Влітку 2011 року Брехер підписав з клубом перший професійний контракт. А першу гру в основі воротар провів у червні 2013 року.
Влітку 2014 року для набору ігрової практики Брехер відправився в оренду в клуб Челлендж - ліги «Віль». В команді він провів повний сезон, після чого повернувся до «Цюриха». Перед початком сезону 2019/20 Брехера було обрано капітаном команди. У 2022 році була оприлюднена інформація, що Брехер продовжив контракт з клубом до 2027 року.

### Збірна
З 2013 року Янік Брехер провів три гри у складі молодіжної збірної Швейцарії.

## Титули
Цюрих
 Чемпіон Швейцарії: 2021/22
 Переможець Кубка Швейцарії (3): 2013/14, 2015/16, 2017/18
- Переможець Челлендж - ліги: 2016/17[4]